# Арама
Арамите (Aramus guarauna) са вид едри птици, единствен представител на семейство Арамови (Aramidae).
Разпространени са в сладководните блата и мангрови гори на Централна Америка, Карибския басейн и Южна Америка източно от Андите, от Флорида на север до естуара Ла Плата на юг. Достигат дължина 64 – 73 сантиметра, размах на крилата 101 – 107 сантиметра и маса 0,9 до 1,3 килограма. Хранят се основно с охлюви от семейство Ампуларии (Ampullariidae), както и с други мекотели, които събират в плитчините на водните басейни.